# Charles Nagy
Pour les personnes ayant le même patronyme, voir Nagy.
Charles Nagy (né le 5 mai 1967 à Bridgeport, Connecticut, États-Unis) est lanceur droitier de baseball ayant joué de 1990 à 2002 dans les Ligues majeures de baseball, principalement avec les Indians de Cleveland.
Il est l'instructeur des lanceurs des Diamondbacks de l'Arizona de 2011 à 2013.

## Carrière de joueur

### Scolaire et universitaire
Charles Nagy passe une partie de son enfance en Floride où il joue en Little Leagues. Il porte ensuite les couleurs de son lycée, le Roger Ludlowe High School à Fairfield (Connecticut) avec les équipes de baseball et de football américain. 
Il suit des études universitaires à l'Université du Connecticut où il opte sportivement pour le baseball.
Nagy est membre de l'équipe des États-Unis lors du tournoi de démonstration des Jeux olympiques d'été de 1988 à Séoul en Corée du Sud.

### Professionnelle
Repêché au premier tour par les Indians de Cleveland en 1988, il fait ses débuts en Ligue majeure le 29 juin 1990. Il reste chez les Indians jusqu'en 2002 puis achève sa carrière avec une dernière saison sous les couleurs des Padres de San Diego.
Il est sélectionné trois fois au match des étoiles (1992, 1996 et 1999) et prend part à deux World Series avec les Indians (1995 et 1997).
Récompensé en 1990 par le Bob Feller Award récompensant le meilleur jeune lanceur des clubs-écoles des Indians, il est membre du Indians' Hall of Fame depuis 2007.

## Carrière d'entraîneur
Charles Nagy est instructeur des lanceurs dans les ligues mineures durant trois saisons : en 2005 et 2006 pour les Salt Lake Bees, équipe de niveau AAA affiliée aux Angels de Los Angeles, puis en 2010 pour les Clippers de Columbus, club-école AAA des Indians de Cleveland.
À partir de 2011, il est l'instructeur des lanceurs des Diamondbacks de l'Arizona de la Ligue majeure de baseball. Il remplit cette fonction pendant trois saisons, quittant après la campagne 2013.